# Mijaíl Ostrogradski
Mijaíl Vasílievich Ostrogradski (en ucraniano: Михайло Васильович Остроградський) (Pachenna, Imperio Ruso, 1801 - Poltava, Imperio Ruso, 1861), fue un físico y matemático ucraniano. 
Empezó sus estudios de matemáticas en la Universidad de Járkov, y los prosiguió en París en donde mantuvo un estrecho contacto y trabó amistad con los célebres matemáticos franceses Cauchy, Binet, Fourier y Poisson. Al regresar a su país, fue profesor para los cadetes de la Marina, en el Instituto de Ingenieros y en la Escuela de Artillería de San Petersburgo.
Alcanzó la fama especialmente por haber logrado establecer una fórmula conocida también como el teorema de la divergencia que permite expresar una integral sobre un volumen (o integral triple) utilizando una integral doble extendida a la superficie que la rodea. Desarrolló un método para calcular la integral de una función racional cuando el denominador tiene raíces múltiples.Este método permite separar la parte racional de la integral sin necesidad de descomponer el integrando en fracciones simples.
Fue elegido en la American Academy of Arts and Sciences en 1834, en la Academia de Ciencias de Turín en 1841, y en la Academia de Ciencias de Roma en 1853. Por último fue elegido miembro corresponsal de la Academia de Ciencias de París en 1856. Los trabajos científicos de Ostrogradsky están muy en la línea de los principios imperantes en esa época en la École polytechnique de París en el terreno del análisis y de las matemáticas aplicadas. En Física Matemática, ideó una síntesis grandiosa que abarcaría la hidromecánica, la teoría de la elasticidad, la teoría del calor, y la teoría de la electricidad en el marco de un único método homogéneo. Llevar a cabo ese programa estaba por encima de las posibilidades de un solo hombre, y por encima de los recursos existentes en el siglo XIX y aún hoy no se ha completado.